# Ishwari Prasad Narayan Singh
Ishwari Prasad Narayan Singh (Ramnagar, 1822 – Ramnagar, 13 giugno 1889) è stato un principe indiano.
È stato Maharaja Bahadur di Benares dal 1835 al 1889.

## Biografia
Ishwari Prasad Narayan Singh nacque nel 1822, figlio del maharaja Udit Narayan Singh di Benares.
Ascese al trono alla morte del padre quando aveva appena tredici anni. Nel corso dei moti indiani del 1857 si mantenne neutrale per il bene del suo popolo, non avendo dimenticato il comportamento tenuto dai suoi compatrioti nei confronti del governatore della Compagnia britannica delle Indie orientali Hastings. Nel 1859, come ricompensa, gli venne riconosciuto il titolo di Maharaja Bahadur. Nel 1867 le autorità britanniche gli riconobbero un saluto onorifico a tredici salve di cannone, e poi la croce di gran commendatore dell'Ordine della Stella d'India. Divenne quindi membro del Consiglio Legislativo del viceré e, come coronamento del suo regno, riuscì a recuperare gran parte delle terre della sua famiglia, perse da oltre un secolo.
Grande studioso di sanscrito, fondò un collegio a Varanasi (attuale Sapoornaand Sanskrit University). Fu mentore di Babu 'Bhartendu' Harischandra, padre del moderno hindi. Fu discepolo di Dev Swami e di Shyamacharan Lahiri Mahashy. Fu molto popolare presso il suo popolo e nelle case in molti avevano un suo piccolo busto. Grande patrono delle arti, della musica e della letteratura, fu anche patrono di una scuola di pittura su miniature (scuola di Benares) che dopo la sua morte entrò però in declino. Aprì il primo teatro al mondo in lingua hindi e fondò la Benares School of Art. Nel 1889 le autorità britanniche gli riconobbero il titolo di altezza.
Morì nel 1889 e gli successe il figlio adottivo, Prabhu Narayan Singh.